# Бульвар Жуля Верна
Бульва́р Жу́ля Ве́рна — бульвар у Святошинському районі міста Києва, житловий масив Микільська Борщагівка. Пролягає від проспекту Леся Курбаса до Жмеринської вулиці.
Прилучаються вулиці Тулузи і Якуба Коласа.

## Історія
Бульвар запроєктовано в 1960-х роках як ланцюг 1-ї, 2-ї, 3-ї та 4-ї Нових вулиць. 1967 року дістав назву бульвар Ромена Роллана, на честь французького письменника і вченого Ромена Роллана. Забудову бульвару розпочато 1969 року. У 1981 році зі складу бульвару Ромена Роллана відокремлено бульвар Кольцова.
Сучасна назва на честь французького письменника-фантаста Жуля Верна — з 2022 року.

## Установи та заклади
- № 13в — Центральна районна бібліотека ЦБС «Свічадо»[5].

## Зображення

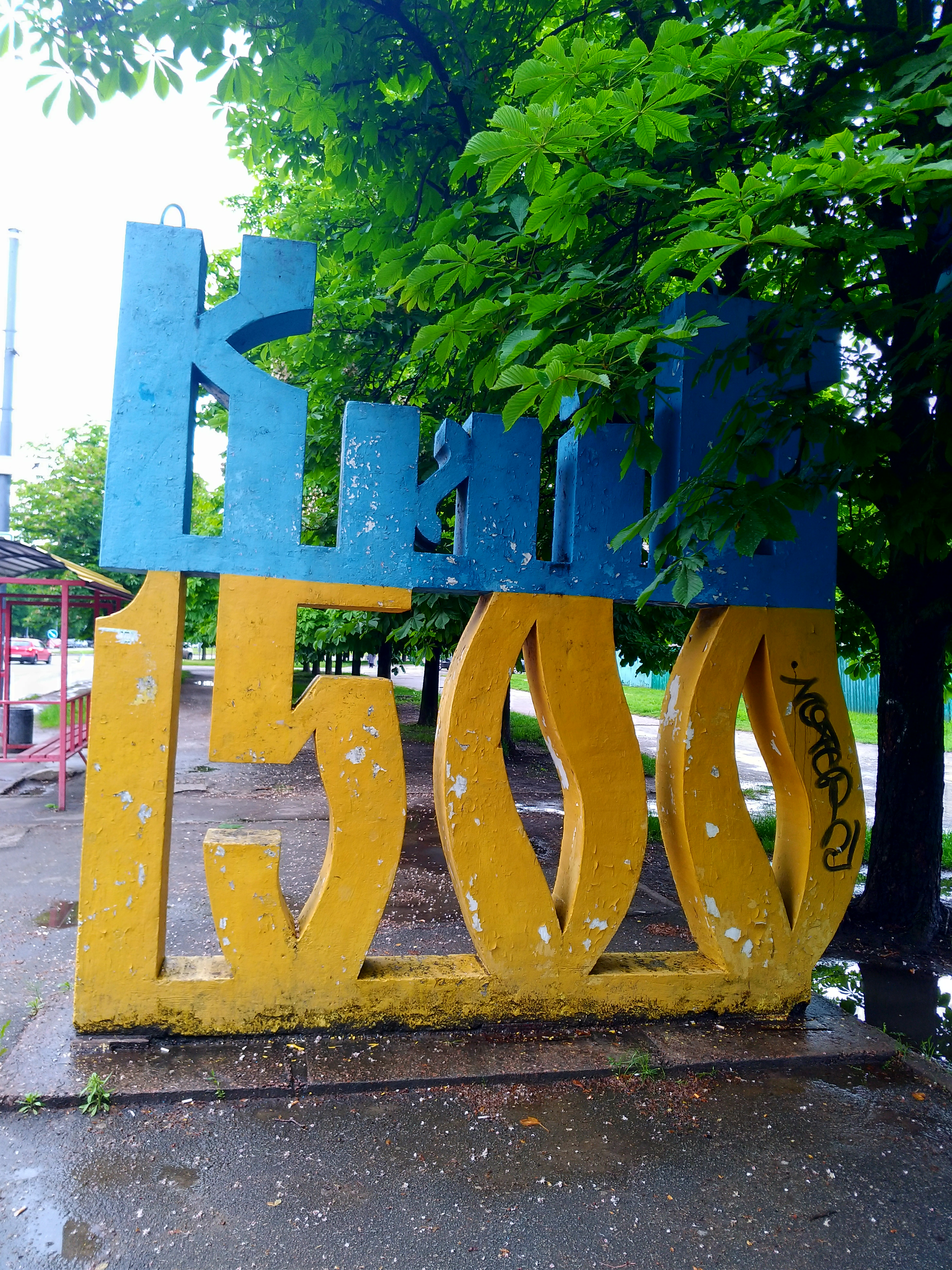
Пам'ятний знак «Київ 1500».